# Rectaal

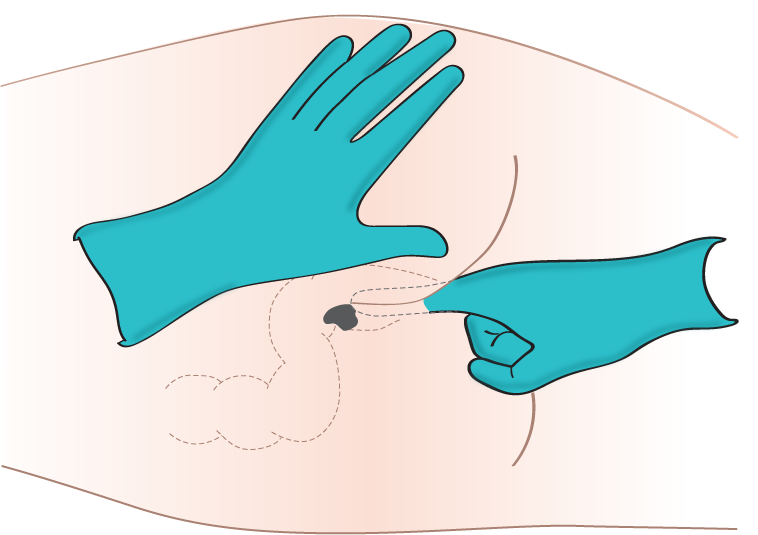
Het rectaal inbrengen van medicijnen

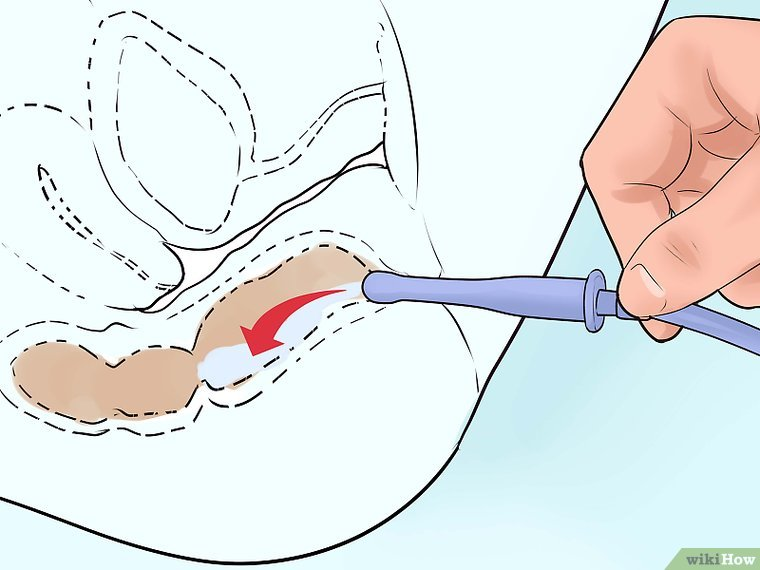

Rectaal, afgeleid van rectum (endeldarm), wijst op het toedienen van (met name medicijnen) via de anus. Het staat dus tegenover oraal (via de mond) toedienen van medicijnen.
Doordat de medicijnen de maag op deze manier niet hoeven te passeren, zal er minder van het toegediende middel worden aangetast door maagzuur. Verder heeft het rectaal toedienen van medicijnen het voordeel dat bij braken het medicijn niet wordt uitgebraakt. Nadeel is dat bij persen, door de ontlasting (bijvoorbeeld diarree) het middel wordt verwijderd.
Vaak worden de medicijnen in de vorm van zetpillen geperst of door middel van tubes met een taps uitlopend uiteinde in de anus aangebracht. Vooral bij kleine kinderen is het rectaal aanbrengen een oplossing als ze weigeren de medicijnen te slikken.